# Maladera tyrannica
Maladera tyrannica är en skalbaggsart som beskrevs av Brenske 1894. Maladera tyrannica ingår i släktet Maladera och familjen Melolonthidae. Inga underarter finns listade i Catalogue of Life.